# Сенно-Дольне
Сенно-Дольне (пол. Sienno Dolne, нім. Schöneu) — село в Польщі, у гміні Радово-Мале Лобезького повіту Західнопоморського воєводства.
Населення — 110 осіб (2011).
У 1975-1998 роках село належало до Щецинського воєводства.

## Демографія
Демографічна структура станом на 31 березня 2011 року:
|          | Загалом | Допрацездатний вік | Працездатний вік | Постпрацездатний вік |
| -------- | ------- | ------------------ | ---------------- | -------------------- |
| Чоловіки | 60      | 14                 | 40               | 6                    |
| Жінки    | 50      | 11                 | 29               | 10                   |
| Разом    | 110     | 25                 | 69               | 16                   |